# Comuna Pujaikove, Balta
Pujaikove (în ucraineană Пужайкове) este o comună în raionul Balta, regiunea Odesa, Ucraina, formată din satele Pujaikove (reședința) și Savranske.

## Demografie
Componența lingvistică a comunei Pujaikove
     Ucraineană (94,72%)
     Română (3,23%)
     Rusă (1,9%)
     Alte limbi (0,12%)
Conform recensământului din 2001, majoritatea populației comunei Pujaikove era vorbitoare de ucraineană (94,72%), existând în minoritate și vorbitori de română (3,23%) și rusă (1,9%).